# 1987 ve sportu
Toto je přehled sportovních událostí z roku 1987.

## Alpské lyžování
Mistrovství světa v alpském lyžování 1987
- Muži:
  - (Slalom):  Frank Wörndl
  - (Obří slalom):  Pirmin Zurbriggen
  - (Kombinace): Marc Girardelli
  - (Sjezd):  Peter Müller
  - (Super G):  Pirmin Zurbriggen
- Ženy:
  - (Slalom):  Erika Hess
  - (Obří slalom):  Vreni Schneider
  - (Kombinace):  Erika Hess
  - (Sjezd):  Maria Walliser
  - (Super G):  Maria Walliser

Světový pohár v alpském lyžování 1986/87
- Muži

| Velký křišťálový glóbus: - Pirmin Zurbriggen |

Malé křišťálové glóbusy:
| Slalom - Bojan Križaj | Sjezd - Pirmin Zurbriggen | Obří slalom - Pirmin Zurbriggen/ Joël Gaspoz | Super G - Pirmin Zurbriggen |

- Ženy

| Velký křišťálový glóbus: - Maria Walliser |

Malé křišťálové glóbusy:
| Slalom - Corinne Schmidhauser | Sjezd - Michaela Figini | Obří slalom - Maria Walliser/ Vreni Schneider | Super G - Maria Walliser |

## Automobilový sport
Formulové závody:
- CART  Bobby Rahal
- Formule 1  Nelson Piquet
- Formule 3000  Stefano Modena

## Cyklistika
- Giro d'Italia – Stephen Roche
- Tour de France – Stephen Roche
- Mistrovství světa – Stephen Roche

## Rugby
MS 1987 finále Nový Zéland - Francie 29:9  3.místo Wales- Austrálie 22:21 

## Tenis
- Grand Slam výsledky mužů:
  1. Australian Open – Stefan Edberg
  2. French Open – Ivan Lendl
  3. Wimbledon – Pat Cash
  4. US Open – Ivan Lendl

- Grand Slam výsledky žen:
  1. Australian Open – Hana Mandlíková
  2. French Open – Steffi Graf
  3. Wimbledon – Martina Navrátilová
  4. US Open – Martina Navrátilová

- Davis Cup: Švédsko – Indie 5:0